# Edith González
Pour les articles homonymes, voir González.
 (juin 2019).
Si vous disposez d'ouvrages ou d'articles de référence ou si vous connaissez des sites web de qualité traitant du thème abordé ici, merci de compléter l'article en donnant les références utiles à sa vérifiabilité et en les liant à la section « Notes et références ».
Edith González, née le 10 décembre 1964 à Ville de Mexico et morte le 13 juin 2019 à Mexico, est une actrice, danseuse et mannequin mexicaine.

## Biographie

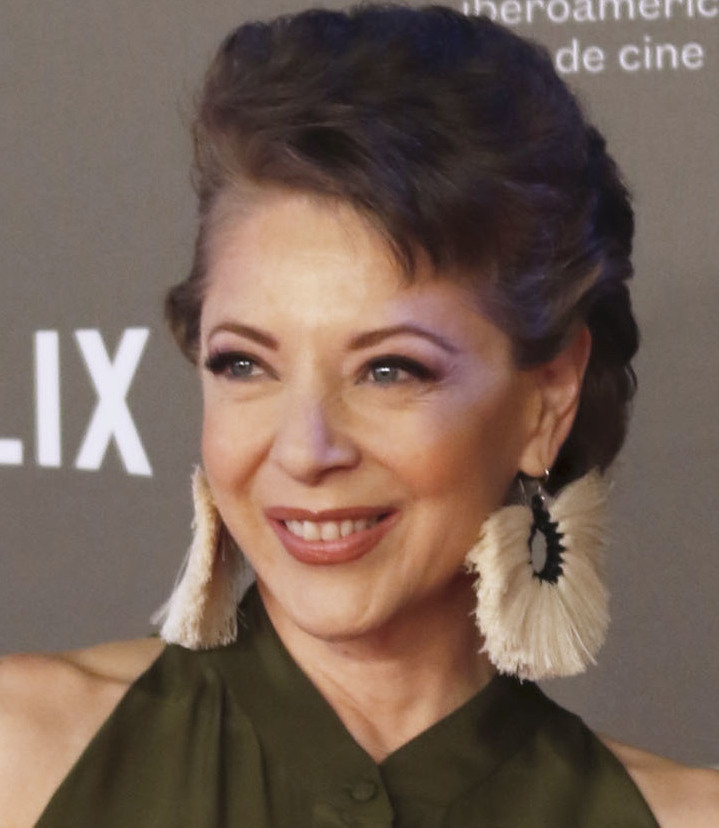
Edith González en 2017.

Edith González est née et a grandi à Ville de Mexico et est issue d’une famille de la classe moyenne.
Dès son plus jeune âge, elle est passionnée par la scène. Alors qu’elle assiste à l’émission Siempre en Domingo, Edith González est choisie parmi le public pour interpréter un rôle avec l’acteur Rafael Baledón. C’est le point de départ de sa carrière artistique, même si elle n’a aucune expérience. En 1976, ayant été remarquée par le milieu du showbiz, elle accepte le rôle de Betty dans le film El rey de los gorilas. En 1979, avec seulement deux films à son actif, on lui offre le rôle de María Isabel dans la telenovela Los ricos también lloran. À 13 ans, Edith González force le respect et l’admiration de tous par ses prestations dans les films et shows télévisés auxquels elle participe. Durant les années 1980 et 90, elle enchaîne telenovelas et films.
En 1993, on lui propose le rôle de Monica dans Corazón salvaje, une telenovela mexicaine, rôle qu’elle refuse tout d’abord, puis qu’elle finit par accepter sous l’influence de son frère. La série est particulièrement bien accueillie et l’aide à dynamiser sa carrière dans les années 1990. Les séries alimentent les spéculations sur les rapports qu’entretiennent Edith González et son partenaire Eduardo Palomo. Tous deux démentent les rumeurs, affirmant qu’ils ne sont qu’amis. Après avoir terminé le tournage de Corazon[Quoi ?] salvaje, elle sélectionne les rôles qui lui sont offerts et n’apparaît que dans un petit nombre de films ou de séries. En 1997, elle participe à La jaula de oro avec Saul[Quoi ?] Lisazo et en 1999, à Nunca te olvidare avec Fernando Colunga. Pendant le tournage de ces séries, on lui impute une liaison avec le chanteur Enrique Iglesias qui interprète le thème musical de Nunca te olvidare[Quoi ?]. À la fin du tournage, elle décide de faire une pause. Elle va à Paris avec l’intention de faire de la danse et d’améliorer son français. Avant de retourner à Mexico, elle fait une halte[Quoi ?] aux États-Unis pour promouvoir une campagne de parfum.
En 2001, Edith González retourne à la scène pour apparaître dans Salomé et la comédie musicale Aventurera dont elle reprend le rôle d'Elena Tejero, femme légère, possessive et séductrice, qu'elle avait créée dans une production de Carmen Salinas. Sa tentative de carrière américaine n’est qu’un demi-succès, ses caractéristiques physiques, selon elle, ne correspondant pas aux canons habituels de la femme latine. En 2004, elle attend un bébé et interrompt Mujer de madera. Elle donne naissance à une fille prénommée Constanza. En 2005, après s’être éloignée des media, Edith González lance Venus, un parfum léger aux extraits d’orchidées.
Edith González tourne Mundo de Fieras avec Cesar Evora[Quoi ?], Gaby Espino, entre autres.

## Maladie et décès
En 2016, on lui détecte un cancer de l'ovaire stade IV qu'on lui traite et qu'elle parvient à surmonter tout en étant en rémission.
En avril 2019, selon la rumeur, elle aurait eu une rechute de son cancer, mais l'actrice l'a démentie, citant un voyage au Guatemala mais le 12 juin 2019, elle a été hospitalisée dans un hôpital situé dans l'État de Mexico confirmant les rumeurs de sa rechute. Au matin du 13 juin 2019, l'actrice meurt des suites d'un cancer de l'ovaire et de l'utérus.

## Polémique
Avant la naissance de sa fille, Edith González ne révéla pas l’identité du père : de nombreuses rumeurs firent état d’une insémination artificielle, alors que le père était Santiago Creel qu’elle connaissait depuis de nombreuses années[Selon qui ?]

## Programmes de télévision
- Bailando por ls boda de mi sueño (2006)
- Los reyes de la pista (2006)
- Bailando por un sueño (2005)
- El descuartizador (1991)

## Filmographie
- 2013 : Deseo d'Antonio Zavala Kugler
- 2004 : Señorita Justice
- 1996 : Salón México
- 1994 : Los cómplices del infierno
- 1991 : El jugador
- 1990 : Atrapados
- 1990 : Sentencia de muerte
- 1989 : Trampa infernal
- 1988 : Pero sigo siendo el rey
- 1984 : Adiós lagunilla
- 1980 : La Rage de tuer (Under Siege)
- 1978 : Guyana, la secte de l'enfer (Guyana: Crime of the Century)
- 1977 : Cyclone
- 1976 : El rey de los gorilas
- 1975 : Alucarda, la hija de las tinieblas

## Théâtre
- 1998, 2004-2005 : Las Noches de Aventurera

## Telenovelas
- 2018 : 3 familias : Katy
- 2016 : Eva la trailera : Eva Soler
- 2014-2015 : Las Bravo : Valentina Díaz de Bravo
- 2013 : Vivir a destiempo : Paula Duarte de Bermúdez
- 2012 : A Corazón Abierto : Andrea Carranti
- 2011-2012 : Cielo rojo : Alma Durán de Molina
- 2009-2010 : Camaleones : Francisca Campos de Ponce de León
- 2008-2009 : Doña Bárbara : Bárbara Guaimarán / "Doña Bárbara"
- 2007-2008 : Palabra de mujer : Vanesa Noriega de Medina
- 2007 : Inima de tigan / Corazon gitano
- 2006 : Mundo de fieras : Joselyn Rivas
- 2004 : Mujer de madera : Marisa Santibáñez Villalpando n° 1
- 2004 : Amy, la niña de la mochila azul
- 2001 : Salomé : Fernanda 'Salomé' Quiñones de Lavalle
- 1999-2000 : Cuento de Navidad : Josefina Coder
- 1999 : Nunca te olvidaré : Esperanza Gamboa Martel
- 1997 : La jaula de oro : Oriana /Carolina /Renata Duarte
- 1996 : La sombra del otro : Lorna Madrigal del Castillo
- 1993-1994 : Corazón salvaje : Countess Alcázar
- 1990-1991 : En carne propia : Estefanía Muriel/Natalia de Jesús Ortega
- 1988-1989 : Flor y canela : Florentina
- 1988 : Central camionera
- 1987-1988 : Rosa salvaje : Leonela Villarreal n° 1
- 1987 : Lista negra : Mary
- 1986 : Monte calvario : Ana Rosa
- 1984-1985 : Sí, mi amor : Susana
- 1983 : La fiera : Julie
- 1982-1983 : Bianca Vidal : Bianca Vidal
- 1982-1983 : Chispita
- 1981 : El hogar que yo robé : Paulina
- 1980 : Soledad : Luisita Sánchez Fuentes
- 1980 : Ambición : Charito
- 1979-1980 : Los ricos también lloran : María Isabel Salvatierra
- 1975 : Lo imperdonable : Gloria
- 1973 : Los miserables : Cosette (enfant)
- 1973 : Mi primer amor : Lucía
- 1971 : Lucía sombra : Erika Calvert (enfant)
- 1971 : El amor tiene cara de mujer
- 1970 : Cosa juzgada